# Johannes Schlaf
Johannes Schlaf, por seudónimo Bjarne P. Holmsen ( Querfurt, 21 de junio de 1862-† 2 de febrero de 1941), escritor, dramaturgo y traductor alemán, introductor del Naturalismo.

## Biografía
Amigo de Arno Holz, entre 1887 y 1888 ambos se retiraron a Niederschönhausen y escribieron, juntos, dramas y cuentos  bajo el común seudónimo Bjarne F. Holmsen. Introdujeron las novedades del Naturalismo de Henrik Ibsen en la escena alemana componiendo de consuno distintas obras dramáticas, en especial La pasión de papel y La familia Selicke (1890); también los relatos naturalistas de Papa Hamlet. Como poeta fue muy vanguardista. Discutió con Holz y después ambos no desaprovecharon cualquier oportunidad para desacreditarse mutuamente. En 1892 Schlaf publicó por su cuenta el drama Meister Oelze, que fracasó en la escena berlinesa en 1900. En 1896 publicó un estudio sobre Walt Whitman, reeditado en 1904; en 1907 tradujo una biografía de Whitman al alemán y ese mismo año tradujo una selección de Leaves of Grass bajo el título Grashalme. Im Auswahl übertragen von Johannes Schlaf (Leipzig: Reclam, 1907).

## Obras
- Papa Hamlet, con Arno Holz, 1889
- Die Familie Selicke, drama, con Arno Holz, 1890
- In Dingsda, prosa y verso, 1892
- Meister Oelze, drama, 1892
- Gertrud, Drama, 1898
- Das dritte Reich, Novela, 1900
- Der Kleine, Novela, 1904
- Kritik der Taineschen Kunsttheorie, 1906
- Religion und Kosmos, 1911
- Das Recht der Jugend, Erzählung, 1913
- Tantchen Mohnhaupt und Anderes. Dingsda-Geschichten, 1913
- Professor Plassmann und das Sonnenfleckenphänomen. Weiteres zur geozentrischen Feststellung, 1914
- Auffallende Unstichhaltigkeit des fachmännischen Einwandes. Zur geozentrischen Feststellung, 1914
- Zwei Erzählungen, 1918
- Die Erde - nicht die Sonne. Das geozentrische Weltbild, 1919
- Gedichte in Prosa, 1920
- Miele. Ein Charakterbild, 1920
- Die Greisin. Vorfrühling, Erzählungen, 1921
- Das Gottlied, 1922
- Seele, 1922
- Ein Wildgatter schlag' ich hinter mir zu ... Vaterländisches aus Dingsda, 1922
- Radium, Erzählungen, 1922
- Die Wandlung, novela, 1922
- Der Weihnachtswunsch und anderes. Neue Erzählgn aus Dingsda, 1924
- Deutschland, 1925
- Die Nacht der Planeten, 1925
- Die andere Dimension, Erzählungen, 1926
- Die Mutter, Dichtung, 1927
- Das Spiel der hohen Linien, Dichtungen, 1927
- Kosmos und kosmischer Umlauf. Die geozentrische Lösung des komischen Problems, 1927
- Die Sonnenvorgänge, 1930
- Zur Aprioritätenlehre Kants, 1934
- Vom höchsten Wesen, 1935
- Ein wichtigstes astronomisches Problem und seine Lösung, 1937
- Aus meinem Leben. Erinnerungen, 1941